# Liste der Gasometer in Deutschland
Liste der Gasometer in Deutschland

## Gasometer in Betrieb
- Gaswerk Bamberg
- Gasbehälter Möbeck, Wuppertal
- Gasometer Neuffen
- Gasometer Salzgitter

## Stillgelegte Gasometer
- Gasometer Schöneberg, Berlin
- Hoesch-Gasometer, Dortmund
- Gasometer der Gasanstalt Dresden-Reick
- Gasometer Einbeck
- Gaskugel (Freiburg im Breisgau)
- Gasometer Moringen
- Gasometer (Münster)
- Gasometer Regensburg
- Gasometer Stuttgart-Gaisburg

## Umgenutzte Gasometer
- Gasometer Augsburg
- Gasometer Fichtestraße, Berlin
- Gasometer Leipzig-Süd, siehe Panometer Leipzig
- Gasometer Oberhausen
- Gasometer Pforzheim
- Gasbehälter Heckinghausen, Wuppertal
- Alter Gasometer, Zwickau
- Kugelgasbehälter Solingen, siehe Galileum Solingen
- Gasometer Stade (umgebaut in einen Wohnkomplex)

## Historische Gasometer
- DEW-Gasometer Dortmund
- Gasometer Grasbrook, Hamburg
- Gasometer Tiefstack, Hamburg
- Gasometer Gasanstalt Hannover
- Gasometer (Lübeck) (abgerissen)
- Gasometer Nürnberg
- Gasometer Neunkirchen (Saar) (abgerissen durch Sprengung am 26. Juni 2020)